# Gene Golub
Gene Golub   (Chicago, 29 de febrer de 1932 - Stanford, 16 de novembre de 2007) va ser un matemàtic estatunidenc.

## Vida i Obra
Els seus pares eren jueus pobres, immigrats els anys 1920's d'Ucraïna i de Letònia, respectivament, i ell va haver de treballar des dels dotze anys, sense deixar els estudis. El 1951 va començar els seus estudis de matemàtiques a la universitat de Chicago, però el 1953 es va traslladar a la universitat d'Illinois a Urbana-Champaign. Va obtenir el doctorat el 1959 amb una tesi d'anàlisi numèrica i, a continuació, va gaudir d'una beca de la National Science Foundation per estar un curs a la universitat de Cambridge.
El 1965, després de diversos treballs breus a laboratoris de Califòrnia i al Institut Courant, va ser contractat per la Universitat Stanford, en la qual va romandre fins a la seva mort el 2007.
Solter empedreït, a mitjans dels anys 1990's, va sorprendre tothom cassanta-se amb una antiga coneguda londinenca de Cambridge. Malauradament el matrimoni va durar poc i ella se'n va retornar a Londres.
Els seus treballs de recerca van revolucionar totalment el camp de la teoria de la computació. Els més de 175 articles científics que va publicar sobre àlgebra lineal numèrica, mostren una profunditat de pensament, una creativitat i una productivitat que van aportar algorismes computacionals importants i noves aplicacions dels mètodes de matrius. El seu llibre Matrix Computations (1983), co-escrit amb Charles van Loan, va esdevenir un bestseller i el text definitiu sobre la matèria. Els seus descobriments en els mètodes de descomposició en valors singulars (DSV, segons les seves sigles en anglès) encara s0utilitzen en l'actualitat. També va fer aportacions importants en els mètodes iteratius per resoldre sistemes lineals, polinomis ortogonals, modelització estadística i problemes de valors propis.